# Lucía Ortiz Arellano
Lucía Ortiz Arellano (Lagos de Moreno, Jalisco, 1976) es una arquitecta y urbanista mexicana. Se ha especializado en proyectos de urbanismo, arquitectura, así como diversas consultorías en temas de equidad género y ciudad, patrimonio, medio ambiente y urbanismo. Es miembro fundadora del colectivo "Mujeres en el Medio" y ha sido docente en la Universidad Iberoamericana, Campus Santa Fe en Ciudad de México.

## Biografía
Es arquitecta por la Universidad De La Salle Bajío. En el 2001 inició sus estudios de Máster en la Universidad Politécnica de Cataluña en la Escuela Técnica Superior de Arquitectura de Barcelona, en el área de “Proyectos Arquitectónicos: aproximaciones a la arquitectura desde el medio físico y social”. Actualmente es candidata a doctora por la misma casa de estudios.

## Trayectoria profesional
Lucía Ortiz ha realizado diversos proyectos de arquitectura y algunos otros de urbanismo en Europa y México. En 2001 comenzó a colaborar en el estudio Miralles Tagliabue (EMBT) desarrollando proyectos de infraestructura, equipamiento de alto nivel y espacio público. En 2006 comenzó ha colaborar en el estudio del arquitecto Erick van Egeraat en Róterdam, Holanda, en varios proyectos de edificaciones de uso mixto y diseño de interiores para el edificio “Mahler 4.Ámsterdam”. En 2007 se dedicó a proyectos mayormente de urbanización y vivienda en despachos locales entre Barcelona y París.
En 2008 fue líder de proyecto en el estudio “Ricardo Bofill Taller de Arquitectura” para finalizar el proyecto de conectividad de la Terminal 1 del Aeropuerto de Barcelona El Prat, además desarrolló el proyecto de edificio Satélite bajo la coordinación de Peter Hodgkinson, socio fundador del Taller. En 2009 se muda a París para colaborar en el desarrollo y construcción de una ciudad para 45,000 habitantes en Libia con el estudio Day Architectés. En 2011 regresa a Barcelona para colaborar en una segunda etapa con el estudio Miralles Tagliabue (EMBT) en el área de relaciones públicas, edición de libros, gestión y coordinación de exposiciones. En 2012 regresa a México y comienza con el desarrollo de su propio despacho de arquitectura. Su primer trabajo fue el desarrollo de una propuesta del Plan Director de Movilidad Ciclista como proyecto piloto en ciudades de escala mediana/pequeña. En 2013 dirige el Seminario de Urbanismo en el Centro para la Cultura Arquitectónica y Urbana [CCAU] de nombre: “Lecciones de Anatomía Urbana”.
En el servicio público, coordinó y dirigió la obra del proyecto de "Zona de Accesibilidad Preferencial, Zona 30 y bicicleta pública" en la Oficina de Proyectos Estratégicos del Municipio de Zapopan.  De 2015 a 2017 fue Directora de Gestión Urbana en la Secretaría de Medio Ambiente y Desarrollo Territorial del Estado de Jalisco trabajando en la gestión de los parques estatales y como vínculo entre la planeación urbana, cambio climático y resiliencia.
Proyecto: Restauración de la Casa Rayón 121 del Arquitecto Luis Barragán
En 2013, Lucía Ortiz comienza con el proyecto de restauración de la “casa Rayón 121”, una casa de 1928 proyectada y construida por el arquitecto Luis Barragán, la cual estuvo 25 años deshabitada y abandonada en el centro de la ciudad de Guadalajara. Después de un año de gestión con el dueño de la propiedad, Lucía alquila la casa y comienza con la restauración y rehabilitación de la propiedad. Actualmente la propiedad continúa en restauración.
El proyecto ganó el tercer lugar en la “Décimo Segunda edición del Premio Anual de Fincas de Valor Patrimonial de Guadalajara” en 2015. También participó en la Bienal de Arquitectura de Venecia 2014 en el Pabellón de México.
Colaboraciones en Obras de Teatro
En el año 2015 diseña y construye una escenografía para la obra de teatro “Nadie Escribe lo que Desea Escribir” en la inauguración del FEST 2015 con "La Compañía Opcional" dirigida por Aristeo Mora de Anda en el Teatro Degollado. En 2017 desarrolló una segunda escenografía con la misma Compañía para la obra “Ciudades Imposibles” , la cual se llevó a cabo en el Museo de la Ciudad de Guadalajara y en Foro LARVA (Laboratorio de Artes Variedades) durante el Muestra Estatal de Teatro 2017 y la Muestra Nacional de Teatro 2017 (MNT2017).

## Premios y distinciones
- Tercer lugar en la Decimosegunda edición Premio anual a la conservación y restauración de fincas de valor patrimonial de Guadalajara. Por la Rehabilitación de Rayón 121. Casa-Habitación construida por Luis Barragán.
- Distintivo y reconocimiento por “Mejor Dispositivo Escénico” con la Compañía Opcional en la Muestra Estatal de Teatro 2017.

En Miralles/Tagliabue EMBT ha ganado los siguientes premios en los cuales ha estado colaborando:
- Orange County Great Park. Irving, California. EEUU. (Segundo premio). Project leader en colaboración con ARUP Madrid.
- Planeamiento urbano de la plaza Max-Reinhardt, Salzburgo, Austria (segundo premio). Project leader. En colaboración con ARUP Madrid.
- Hafencity 2, Magdeburger Hafen Überseequartier. Hamburgo, Alemania. (Mención honorífica). Project architect.

- Extensión del zoológico de Wuppertal, Alemania (Mención honorífica). Project architect.
- Planeamiento urbano de Avenida Meritxell, Andorra. (Primer premio). Project architect.
- Rehabilitación del puerto Hafencity. Hamburgo, Alemania. (Primer premio). Project architect | Project leader.